# Taming the Floods
Taming the Floods is een Nederlandse dramafilm uit 2001, geregisseerd door Jan van den Berg. De film werd genomineerd voor een Dutch Academy Award in 2001. 

## Verhaal
Landschapsarchitect Jan Dijkstra heeft een droom: de introductie van nieuwe natuur op een schaal die in Nederland niet mogelijk is. In Polen werkt hij aan een groot natuurgebied waarop de mens geen invloed meer zal hebben. Maar hij houdt geen rekening met de boeren die er wonen en raakt in de problemen. 

## Cast
- Jan Decleir
- Lech Dyblik
- Jan Jurewicz
- Karolina Wajda